# Zwischen tausend Gefühlen
Zwischen tausend Gefühlen ist das vierte Studioalbum der deutschen Schlagersängerin Andrea Berg. Es wurde im August 1998 auf dem Label Jupiter Records veröffentlicht.

## Entstehung
Das Album wurde von Eugen Römer produziert, der auch alle Songs schrieb. Die meisten Songtexte wurden von Bernd Meinunger verfasst, einige schrieb Römer mit Andrea Berg gemeinsam, und bei Dann nimmst du mich in deinen Arm war zusätzlich zu letzterem Duo auch Norbert Hammerschmidt beteiligt. Die Gitarre auf dem Album spielten Dieter Rösberg und Stephan Scheuss. Aufgenommen wurde das Album im Römer Studio in Köln, abgemischt im Euro-Studio ebendort.

## Gestaltung
Das Albumcover zeigt Berg im Porträt vor hellem Hintergrund und mit blauen Aufschriften. Das Foto stammt von Franz Fagner.

## Titelliste
| #  | Titel                              | Autor(en)                                       | Produzent(en) | Länge |
| -- | ---------------------------------- | ----------------------------------------------- | ------------- | ----- |
| 1  | Zwischen tausend Gefühlen          | Bernd Meinunger, Eugen Römer                    | Eugen Römer   | 3:23  |
| 2  | Komm tanz heut’ nur mit mir        | Eugen Römer, Andrea Berg                        | Eugen Römer   | 4:18  |
| 3  | Jenseits der Zärtlichkeit          | Bernd Meinunger, Eugen Römer                    | Eugen Römer   | 3:31  |
| 4  | Tief im Herzen Afrikas             | Bernd Meinunger, Eugen Römer                    | Eugen Römer   | 3:58  |
| 5  | Insel der Nacht                    | Bernd Meinunger, Eugen Römer                    | Eugen Römer   | 3:49  |
| 6  | Nur ein Gefühl                     | Bernd Meinunger, Eugen Römer                    | Eugen Römer   | 4:01  |
| 7  | Halt mich, küss mich               | Bernd Meinunger, Eugen Römer                    | Eugen Römer   | 3:28  |
| 8  | Schau dich nicht um, wenn du gehst | Bernd Meinunger, Eugen Römer                    | Eugen Römer   | 4:44  |
| 9  | Diese Nacht soll nie enden         | Eugen Römer, Andrea Berg                        | Eugen Römer   | 3:25  |
| 10 | Kennst du die Sehnsucht            | Eugen Römer, Andrea Berg                        | Eugen Römer   | 3:03  |
| 11 | Es wird nie wieder so sein         | Bernd Meinunger, Eugen Römer                    | Eugen Römer   | 4:04  |
| 12 | Dann nimmst du mich in deinen Arm  | Norbert Hammerschmidt, Eugen Römer, Andrea Berg | Eugen Römer   | 4:19  |

## Rezeption
Das Album erreichte Platz 86 in Deutschland und war am 7. September 1998 eine Woche platziert. Es ist gemeinsam mit dem Album Gefühle aus dem Jahr 1995 eines von zwei Alben der Künstlerin ohne Gold- oder Platin-Auszeichnung.
| ChartsChartplatzierungen | Höchstplatzierung | Wochen |
| ------------------------ | ----------------- | ------ |
| Deutschland (GfK)        | 86 (1 Wo.)        | 1      |